# Госсортоучасток (Томская область)
Госсортоучасток — упразднённый посёлок в Томском районе Томской области России. Входит в состав Богашёвского сельского поселения. Население 6 человек(2021) .
Упразднён в 2024 году путём включения в состав посёлка Ключи.

## География
Располагается в юго-восточной части Томской области, в непосредственной близости от посёлка Ключи.

## История
В соответствии с Законом Томской области от 12 ноября 2004 года № 241-ОЗ, посёлок вошёл в учреждённое муниципальное образование Богашёвское сельское поселение.

## Население
| 2002 | 2008 | 2009 | 2010 | 2011 | 2012 | 2013 | 2014 | 2015 |
| ---- | ---- | ---- | ---- | ---- | ---- | ---- | ---- | ---- |
| 138  | ↘110 | ↗115 | ↘22  | →22  | ↗23  | ↘20  | →20  | →20  |
| 2021 |      |      |      |      |      |      |      |      |
| ↘6   |      |      |      |      |      |      |      |      |

## Инфраструктура
Томская сортоиспытательная станция по внедрению перспективных сельхозкультур, которую некоторые источники включают в состав соседнего посёлка Ключи.

## Транспорт
Выезд на Богашёвский тракт, связывающий Томск с аэропортом Богашёво.